# Mehmet Cemil
Mehmet Cemil (* 1899; † 1953 in İskenderun) war ein türkischer Weltenbummler.
Er kämpfte im Ersten Weltkrieg in der Schlacht von Gallipoli auf osmanischer Seite und organisierte in Hatay irreguläre Verbände gegen die Franzosen im Amanos-Gebirge. Kriegsmüde schiffte er sich vor dem Türkischen Befreiungskrieg im Hafen von İskenderun im Jahr 1919 ein und ließ sich in Marseille nieder. Sein Weg führte ihn dann über New York nach Paramaribo, von dort nach Südafrika und schließlich nach Mosambik und 1928 nach Guinea. Er ließ sich dort in der Hauptstadt Conakry nieder und eröffnete einen Handel mit Tigerfellen und Edelsteinen. Mehmet Cemil, dessen Name in französischen Dokumenten als Muhammed Jamil Abdül transkribiert wird, lernte in einem Dorf namens Kasabeya „Prinzessin“ Camara Fatumata, die damals 15-jährige Tochter des Führers des Volkes der Baga, kennen. Sie trat als Yankadi-Tänzerin bei einem Fest auf. Den Heiratsantrag Mehmet Cemils unter Vermittlung des französischen Gouverneurs lehnte Stammesoberhaupt Morlaye, der Vater Camaras, ab. Mit Unterstützung eines französischen Trupps entführte Mehmet Cemil kurzerhand seine Braut. Zwei Jahre lang dauerte die Flucht vor den Stammeskriegern. Der Vater gab schließlich auf. Das Paar ließ sich in einem Dorf namens Mamu des Volkes der Fulbe nieder. Mehmet Cemil eröffnete dort eine Bäckerei. Es war die erste Bäckerei dieser Region.
Das erste Kind des Paares, Ali Cemil, wurde 1932 geboren. Kurz vor dem Zweiten Weltkrieg kehrte Mehmet Cemil mit Frau und Kind nach Conakry zurück. Er versöhnte sich mit seinem Schwiegervater, eröffnete erneut eine Bäckerei und baute Kaffee und Kakao an. Es wurden vier weitere Kinder geboren: Aliye, Mustafa, Cemile und Suphi.
In Guinea gab es Widerstand gegen die französischen Kolonialherren, der zunächst niedergeschlagen wurde, und 1950 brach ein Bürgerkrieg aus. In dieser Zeit wurden dem Paar drei weitere Kinder geboren: Sait, Yahya und Salima. 1953 kehrte Mehmet Cemil aufgrund der Wirren im Land mit seiner Frau und den acht Kindern in die Türkei zurück. Die Familie ließ sich in İskenderun nieder und erhielt den Nachnamen Sökmen. Eine Woche nach der Rückkehr starb Mehmet Cemil.
Sein ältester Sohn, Ali Cemil Sökmen, wurde ein bekannter Tenor, sein Sohn Sait Sökmen war der erste Balletttänzer und Choreograph der Türkei.

## Quelle
- Ümit Bayazoğlu: Uzun, İnce Yolcular. 42 Portre. Istanbul 2014, S. 8ff. (als pdf)

| Personendaten    | Personendaten                        |
| ---------------- | ------------------------------------ |
| NAME             | Mehmet Cemil                         |
| ALTERNATIVNAMEN  | Muhammed Jamil Abdül; Sökmen, Mehmet |
| KURZBESCHREIBUNG | türkischer Weltenbummler             |
| GEBURTSDATUM     | 1899                                 |
| STERBEDATUM      | 1953                                 |
| STERBEORT        | İskenderun                           |